# 11. redovita opća skupština Biskupske sinode
Jedanaesta redovita opća skupština Biskupske sinode održana je od 2. listopada do 23. listopada 2005. godine. Tema sinode bila je: Euharistija – izvor i vrhunac života i poslanja Crkve.
Na sinodi je prvi put sudjelovalo više biskupa iz Narodne Republike Kine, izabranih među onima koje Vlada u Pekingu priznaje, ali i onima iz podzemne Crkve. Sudjelovalo je 256 sinodalnih otaca.

### Članci
- Eterović, Nikola. 2006. Biskupska sinoda – razvitak sinodalnosti u Crkvi. Crkva u svijetu. Sveučilište u Splitu - Katolički bogoslovni fakultet. Split. 41 (4): 411–441

### Mrežna mjesta
- Objavljena imena članova XI. opće skupštine Biskupske sinode. Informativna katolička agencija. Pristupljeno 6. travnja 2022.